# Tomás Antonio de San Pedro de Alcántara Mena y Mesa
Tomás Antonio de San Pedro de Alcántara Mena y Mesa (Sitio de Buen Lugar, La Ampuyenta, Fuerteventura, Canarias, España, 20 de febrero de 1802 - Santa Cruz de Tenerife, 10 de julio de 1868) fue un médico y filántropo español 
.

## Biografía
Nacido en el Sitio de Buen Lugar, La Ampuyenta (entonces municipio de Casillas del Ángel, hoy de Puerto del Rosario), Isla de Fuerteventura, hijo de José León Mena Medina y de María de San Diego de Alcalá Mesa y Carrión. 

### Educación

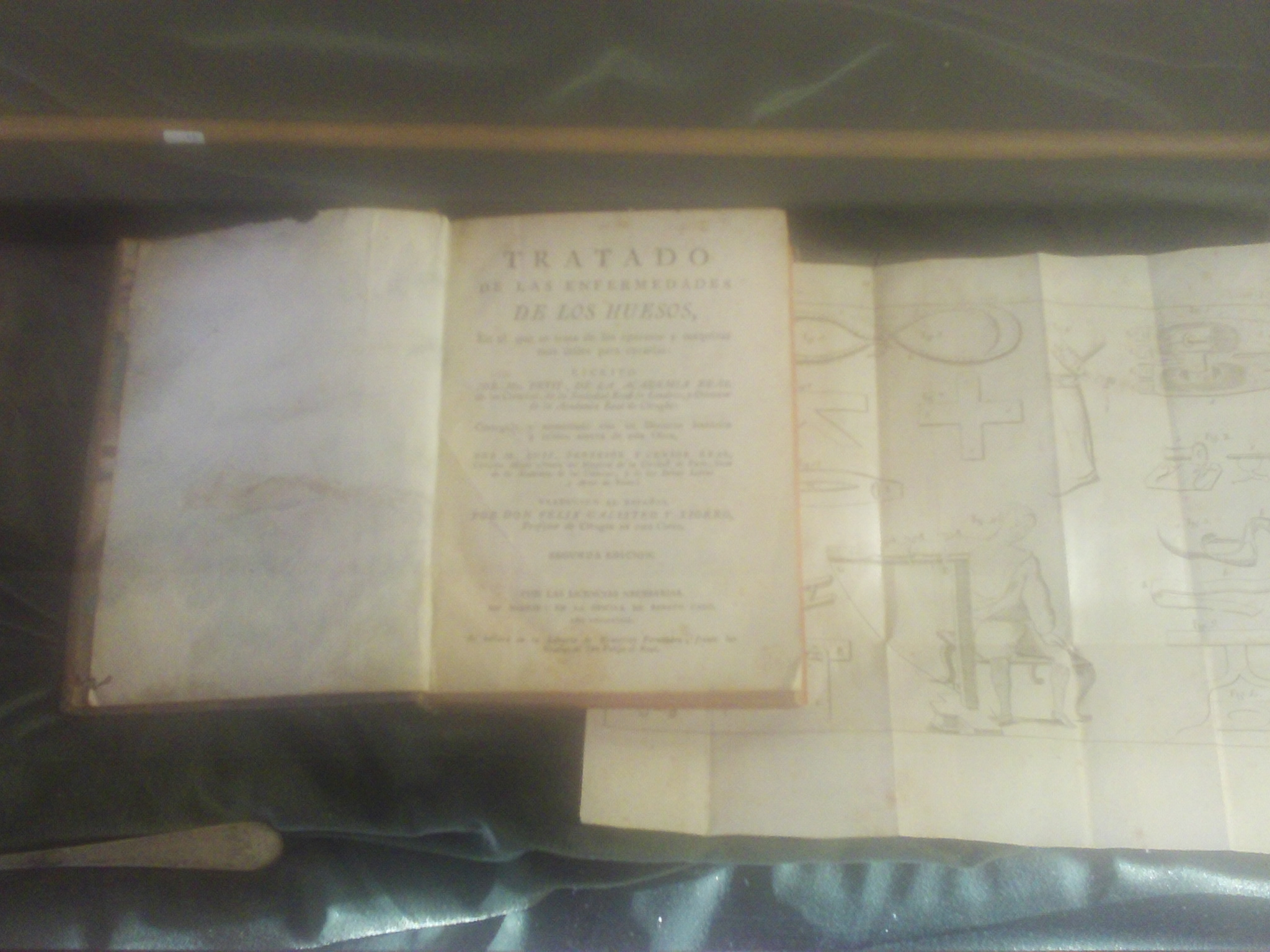
Libros de Don Tomas Mena.

Estudió las primeras letras con su padrino y pariente el presbítero José Medina Guitalma. Luego, ingresó al Seminario Diocesano de Canarias donde obtuvo una sólida formación humanística y llegó a ser por oposición catedrático de dicho centro. En el año 1821 viaja a La Habana (Cuba), llamado por su hermano el presbítero Conrado Mena y Mesa, de influyente posición eclesiástica en aquella ciudad. Allí ingresa a la Universidad de La Habana y se doctora en medicina en la especialidad de cirugía. En 1831 se radica en París, donde cursa estudios en la Universidad de La Sorbona, hoy Universidad de París, profundizando sus estudios hasta doctorarse en medicina tropical.

### Viajes y honores recibidos
Seis años pasará en la capital de Francia. En 1837 regresa a La Habana donde su fama como médico es grande. Viaja por los Estados Unidos para actualizar sus conocimientos y dictar conferencias. En 1846, en la cumbre de su fama, la Universidad de Cádiz le nombra miembro honorario de su claustro.

### Retorno a su tierra natal

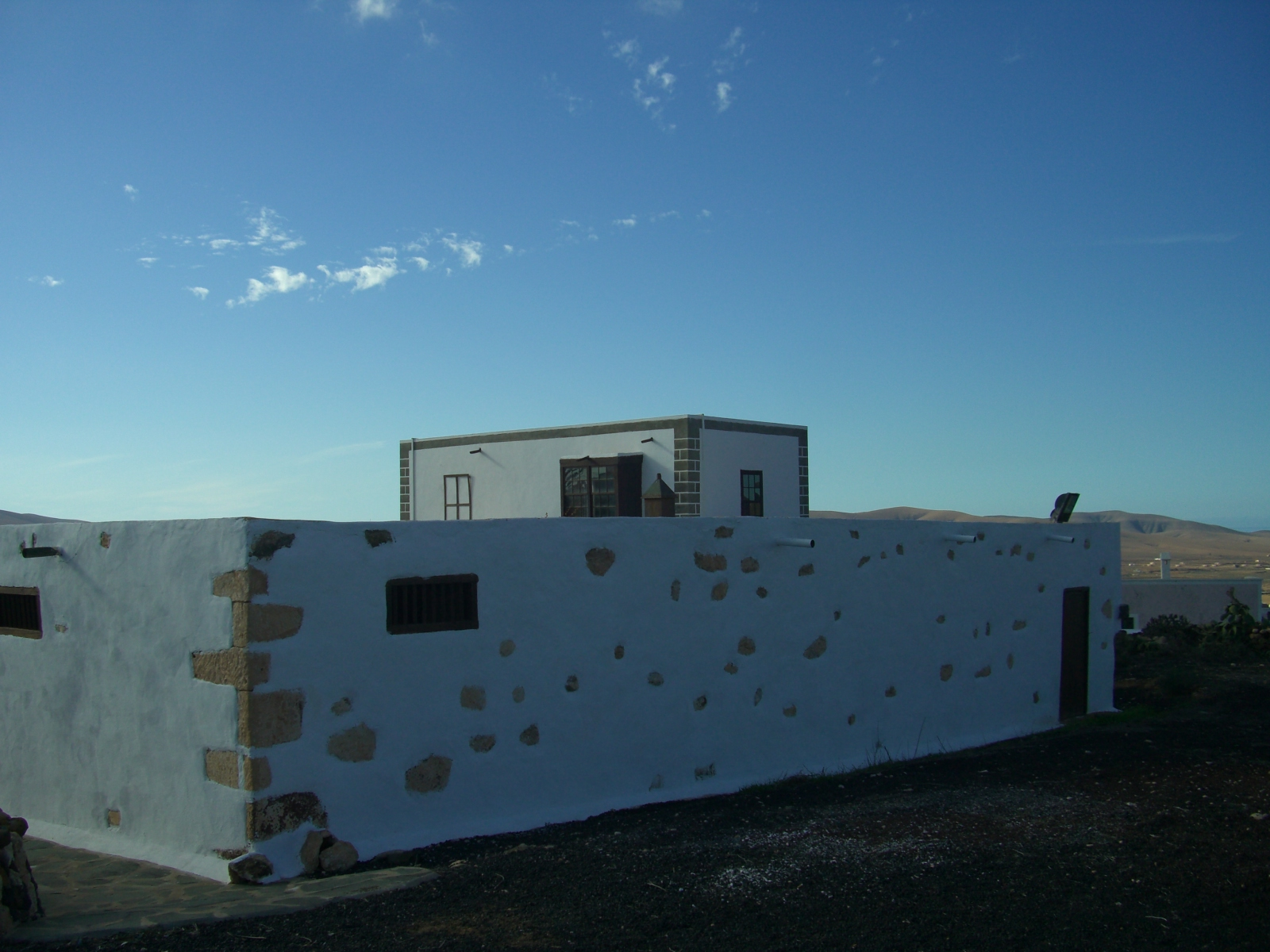
Casa de Los Alfaro.

En 1846 viaja a Cádiz y de allí definitivamente a su tierra natal, Ampuyenta, donde aún vivía su madre. Pasará el resto de su vida dedicado a la contemplación, a la investigación, a la ayuda de sus semejantes y a la administración de su gran fortuna. Escribió sobre la flora de Canarias y otros temas hoy desaparecidos.
En 1852 introduce en Canarias por vez primera la balneoterapia fría contra la fiebre. Fundó y dotó al hospital de caridad de La Ampuyenta al que distinguió con el nombre de San Conrado y San Gaspar en homenaje y gratitud a su hermano y ses dos abuelos. Fue destacado científico, humanista y políglota. Además de su lengua nativa dominaba el francés, inglés, latín y el griego clásico. Su fama ha trascendido por la universalidad de sus conocimientos, por su filantropía y por la sencillez de su proceder. 
El 25 de junio de 1864 redacta su testamento en Santa Cruz de Tenerife y el 14 de junio de 1868 dicta su codicilo en Ampuyenta donde nombra heredera universal de todos sus bienes a Doña Antonia Rodríguez Núñez. Fallece el 10 de julio de 1868 en Santa Cruz de Tenerife en cuyo cementerio yace. Destaca como canario ilustre y es uno de los hijos más preclaros de la isla de Fuerteventura.